# 새롬고등학교
새롬고등학교(새롬高等學校)는 대한민국 세종특별자치시 새롬동에 있는 공립 고등학교이다.

## 학교 연혁
- 2017년 3월 1일 : 새롬고등학교 개교
- 2017년 3월 1일 : 초대 윤재국 교장 취임
- 2017년 3월 2일 : 제1회 입학식(9학급)
- 2020년 1월 30일 : 제1회 졸업식(3학년 239명)
- 2022년 3월 1일 : 조원근 교장 취임
- 2023년 1월 3일 : 제4회 졸업식(3학년 275명)
- 2023년 3월 2일 : 제7회 입학식(13학급)

## 참고 자료
- 새롬고등학교 - 한국교육학술정보원 학교알리미